# Peter Anders
Peter Anders (Essen, 1 juli 1908 – Hamburg, 10 september 1954) was een Duitse tenor die vooral als operazanger bekend is geworden. Hij beheerste zowel het Italiaanse als Franse repertoire, maar het accent lag bij hem vooral op de Duitstalige opera's. 

## Loopbaan
Anders studeerde aan de Musikhochschule Berlin met Ernst Grenzebach, en later onder Lula Mysz-Gmeiner, met wier dochter Susanne hij later getrouwd is. In 1931 debuteerde hij in Berlijn met een rol in La belle Hélène, en het jaar daarop als operazanger in Heidelberg, als Jacquino in Fidelio. 
Peter Anders begon in 1933 vooral bekendheid te krijgen als opnameartiest, zijn bühnecarrière hinkte daar eigenlijk een beetje achteraan. De reden voor zijn snelle opkomst als operaster was mede aan de politieke omstandigheden te danken; een hele generatie operazangers met sterren zoals Richard Tauber werden door het Naziregime als bedenkelijk wegens joods of communistisch zijn aan de kant gezet, en er moesten dus snel nieuwe sterren gevonden worden.. Na het platensucces nam ook zijn carrière op de planken een voorspoedige start; hij zong in Darmstadt (1933–35), Keulen (1935–36), Hannover (1937–38), en vervolgens in de  Bayerische Staatsoper (1938–40), waar hij bijdroeg aan Richard Strauss's Friedenstag. Het jaar daarop keerde hij terug naar Berlijn waar hij voor een nogal fout publiek speelde in de Staatsoper Unter den Linden. Het Naziregime zorgde voor een vrijstelling van krijgsdienst; Anders werd ingezet voor propaganda en soldatenvermaak. Dit tot het bittere eind; in maart 1945 maakte hij in Berlijn nog een door het merg gaande opname van Schubert's Winterreise.
Tot zijn repertoire behoorden rollen zoals Belmonte, Tamino, Lyonel, Hans, Hoffmann, Leukippos, Alfredo en Rodolfo. 
Vanaf 1949 zong Anders ook zware rollen zoals Florestan, Max, Tannhäuser, Lohengrin, Walther, Siegmund, Radames en Otello, met een behoorlijk succes. 
Hij heeft enkele gastoptredens gedaan in de  Royal Opera House in Londen, evenals in de Koninklijke Muntschouwburg in Brussel en het San Carlo in Napels.

## Operette
Een hoofdstuk apart vormen de verrassend modern klinkende operetteopnamen van Peter Anders. Vooral de opnamen die Anders met de met hem bevriende dirigent Franz Marszalek voor de WDR in Keulen en voor het label Polydor van de Deutsche Grammophon Gesellschaft maakte, verdienen vermelding. Naast talrijke losse titels en selecties ontstonden onder leiding van Franz Marszalek integrale opnamen van onder andere "Der Zigeunerbaron" (Johann Strauss jr.) en "Das Land des Lächelns" en "Paganini" van Franz Lehár.  
Hij kwam in 1954 op 46-jarige leeftijd om het leven nadat de auto die hij bestuurde in een ongeluk betrokken raakte; hij stierf enkele dagen na het ongeluk in het Hamburger Hafenkrankenhaus.